# Ópera de Kunqu
A Ópera de Kunqu ou ópera de Kun qu (chinês tradicional: 崑曲; pinyin: Kūnqǔ), também conhecida apenas por Kunqu, é uma das mais tradicionais óperas chinesas, com origem na dinastia Yuan. Combinando gestos, poesia, canto e dança, influencia outras óperas, como a de Pequim.

## Importância cultural
A ópera Kun Qu foi desenvolvida durante a dinastia Ming (do século XIV ao século XVII) na cidade de Kunshan, localizada na região de Suzhou, no sudeste da China. Devemos procurar suas raízes no teatro popular. O repertório de músicas foi gradualmente imposto como uma arte dramática principal. Kun Ku é uma das formas mais antigas de ópera chinesa hoje em dia.
É caracterizada pela sua estrutura dinâmica e pela sua melodia (kunqiang). Obras como O Pavilhão das Peónias ou O Salão da Longevidade tornaram-se clássicos do repertório. Esta arte combina canto, recitação e um complexo sistema de técnicas coreográficas, acrobacias e gestos simbólicos. No elenco há um jovem protagonista, uma personagem feminina principal, um homem velho e vários personagens cómicos, todos vestidos em trajes tradicionais. Uma flauta de bambu, um pequeno tambor, ripas de madeira, gongos e címbalos acompanham as canções, destacando as ações e emoções dos personagens. Reputada pelo virtuosismo de seus padrões rítmicos (changqiang), a ópera Kun Qu exerceu uma influência predominante em outras formas mais recentes de ópera chinesa, como a de Sichuan ou Pequim.
A ópera Kun Qu entrou em um período de declínio a partir do século XVIII porque exigia grande conhecimento técnico por parte do público. Das 400 árias que foram regularmente cantadas em performances de ópera em meados do século XX, apenas algumas dezenas permanecem até hoje. A ópera Kun Qu sobreviveu graças aos esforços de alguns entusiastas espirituosos e adeptos que tentam despertar o interesse de uma nova geração de intérpretes.
A UNESCO inscreveu a Ópera de Kunqu em 2008 na Lista Representativa do Património Cultural Imaterial da Humanidade.